# Baniana disticta
Baniana disticta là một loài bướm đêm trong họ Erebidae.